# Montonvillers
Montonvillers – miejscowość i gmina we Francji, w regionie Hauts-de-France, w departamencie Somma.
Według danych na rok 1990 gminę zamieszkiwały 72 osoby, a gęstość zaludnienia wynosiła 49 osób/km² (wśród 2293 gmin Pikardii Montonvillers plasuje się na 925. miejscu pod względem liczby ludności, natomiast pod względem powierzchni na miejscu 1139.).